# جون راسيل لوف
جون راسيل لوف هو سياسي كندي، ولد في 9 يناير 1895 في تورونتو في كندا، وتوفي في 9 فبراير 1981. حزبياً، نشط في إتحاد مزارعي ألبرتا ‏. وقد انتخب عضو الجمعية التشريعية ألبرتا.